# Hydrauliek

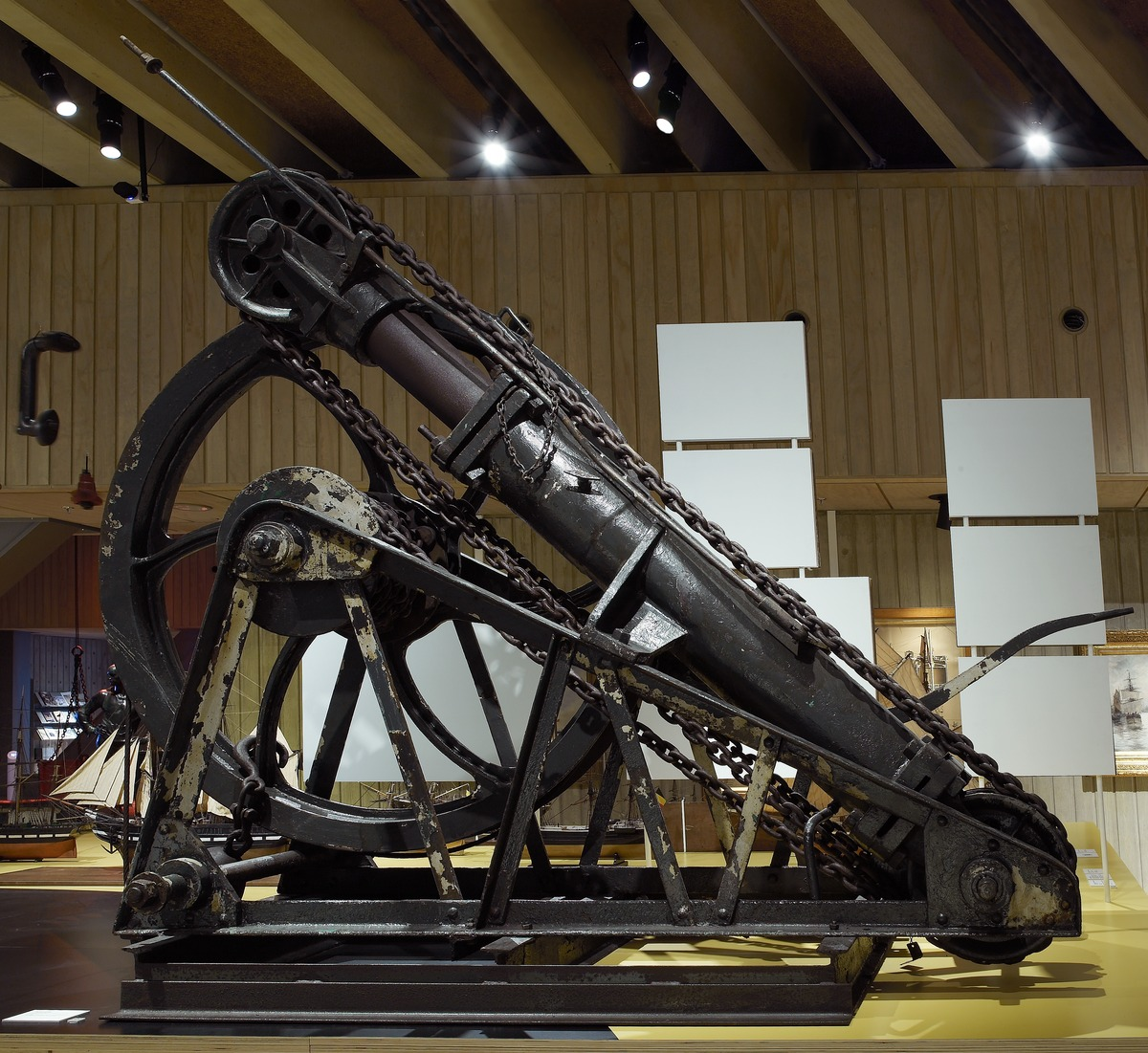
Hydraulische pomp van William Armstrong uit ca 1888, opgesteld in het Museum aan de Stroom

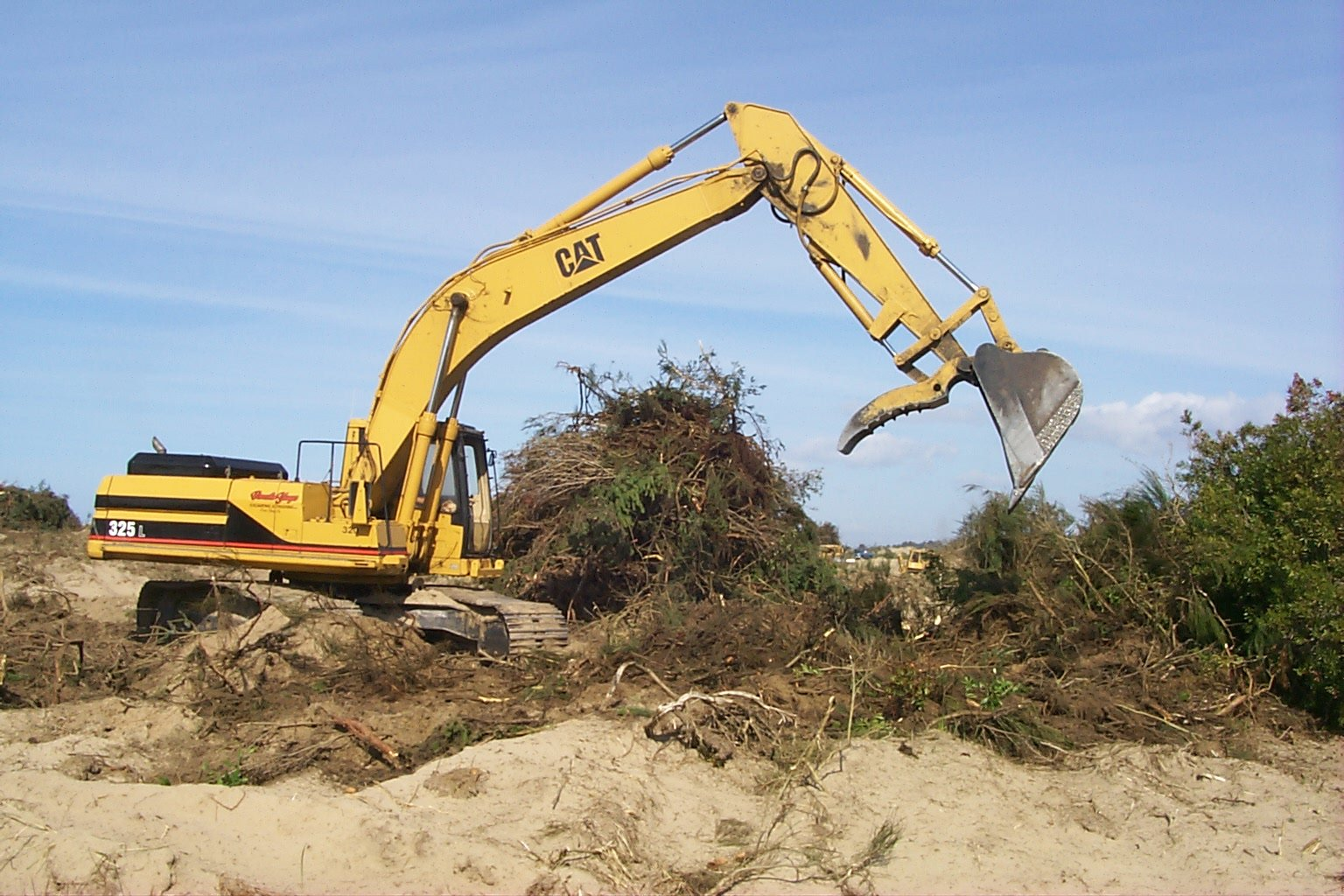
Hydrauliek (cilinder) op een graafmachine

Hydrauliek is een aandrijftechniek die gebruikmaakt van vloeistof, de hydraulische vloeistof, onder (hoge) druk. Het is een onderdeel van de werktuigbouwkunde.

## Typen
Er zijn verschillende mogelijkheden om hydraulieksystemen in te delen; de hier gehanteerde indeling is voor discussie open:
- simpele systemen, die bijvoorbeeld op vuilniswagens worden gebruikt;
- mobiele systemen, die op graafmachines en dergelijke worden gebruikt;
- industriële systemen, die een hoog rendement en een lange levensduur vragen;
- speciale systemen

In simpele systemen worden simpele, goedkope componenten gebruikt zoals tandwielpompen, schottenpompen en schottenmotoren: simpele cilinders die bij een mankement ook niet meer zijn te repareren. Deze systemen werken meestal op lage vermogens van enkele kilowatts en worden gebruikt bij bijvoorbeeld vuilniswagens en betonmixers. De werkdruk van de hydraulische vloeistof blijft meestal onder de 120 bar en de technische levensduur van deze systemen is beperkt.
Hydraulische systemen worden het meest toegepast in mobiele systemen als vliegtuigen, graafmachines, bulldozers en vorkheftrucks. Hier wordt hoge kwaliteit gebruikt. Werkdrukken tot 400 bar zijn geen uitzondering. Er wordt erg veel aandacht aan de rendementen besteed. Lekkages zijn uit den boze en ook geluid is een belangrijke factor. Vaak gaat het bij deze aandrijvingen over grotere series.
Industriële systemen zijn aandrijvingen bij bijvoorbeeld hoogovens, windturbines en aandrijvingen van grote lieren. Bagger- en offshore schepen bevatten ook veel hydraulische aandrijvingen. Ook bruggen en sluizen worden vaak hydraulisch aangedreven. Een voorbeeld in Nederland van een object dat met hydrauliek aandrijving werkt is de Oosterscheldekering. Alle schuiven van deze waterkering worden hydraulisch naar beneden en omhoog gestuurd. Het gaat vaak om grote vermogens, dat betekent grote en dure componenten. Vaak gaat het om volcontinu aandrijvingen, zodat het rendement, maar ook de levensduurverwachting van de componenten belangrijk is. Wanneer de verwachte levensduur hoog moet zijn worden meestal werkdrukken gebruikt tot ongeveer 250 bar.
Speciale systemen kunnen bijvoorbeeld (passieve) deiningscompensatiesystemen zijn, waar een aantal cilinders verbonden is met een hydropneumatisch mediumscheider en een gasvolume, waardoor een enorme veer wordt gecreëerd. Deze systemen worden vaak speciaal voor de toepassing ontworpen en er worden kwalitatief gezien de beste componenten ingezet.

## Hydraulische onderdelen
Een hydraulisch systeem bestaat in principe uit:
- Generatorisch deel (de pomp, aangedreven door elektromotor of verbrandingsmotor)
- Besturing met leidingwerk
- Motorisch deel (hydraulische cilinder(s) en/of motor(en))
- Hydraulische vloeistof, meestal een olie

In het generatorisch deel wordt het aandrijfvermogen (toerental en koppel) omgezet in hydraulisch vermogen (debiet en druk). Het hydraulisch vermogen wordt in het motorisch deel van de aandrijving dan weer omgezet in kracht en snelheid (hydraulische cilinder) of toerental en koppel (hydromotor).

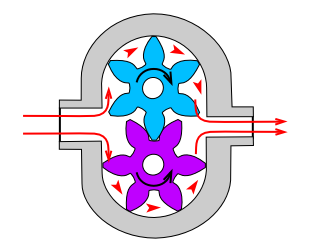
Tandradpomp

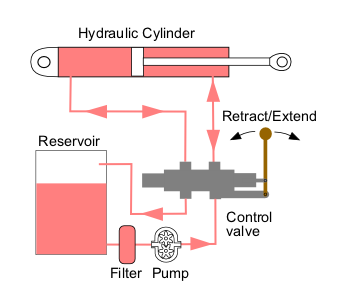
Hydraulisch systeem...

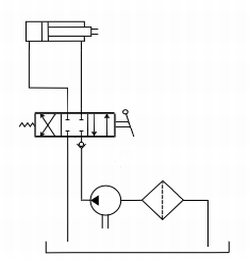
...en bijhorend schema

### Pompen
In de hydrauliek worden uitsluitend verdringerpompen toegepast. Daarbij is het debiet (opbrengst in m3/sec) van de pompen min of meer onafhankelijk van de druk. De meeste pompen hebben een constante opbrengst, duurdere typen zijn soms zo uitgevoerd dat het slagvolume kan worden versteld.
Typen pompen:
- schroefpompen;
- tandrad- of tandwielpomp;
- schottenpomp;
- axiale plunjerpomp;
- radiale plunjerpomp.

Schroefpompen worden in de regel gebruikt om grote hoeveelheden hydraulische olie met relatief lage druk te verpompen. Aan boord van schepen heeft men vaak een constant druksysteem, waarop over het hele schip componenten worden aangesloten; hiervoor werden vaak schroefpompen, die weinig geluid maken ingezet.
Tandwielpompen zijn vrij goedkope hydraulische pompen, maar geven een slecht rendement en kunnen ook geen erg hoge drukken aan, over een langere tijd. Schottenpompen zijn kwalitatief weer beter dan tandwielpompen en worden ook toegepast vanwege het lage geluid. Voor hoge druk kwalitatief goede hydraulische systemen worden echter meestal (al dan niet verstelbare) axiale plunjerpompen gebruikt. Radiale plunjerpompen worden meestal gebruikt voor drukken van (tot ver boven) 250 bar en voor relatief kleine opbrengsten.

### Motoren
Men onderscheidt :
- hydraulische cilinders (lineaire motoren)
- hydromotoren

Hydraulische cilinders kan men op veel manieren indelen. Allereerst zijn er eentrapscilinders en meertraps(telescoop)cilinders. Er zijn enkelwerkende cilinders, die kunnen worden uitgebracht, of ingetrokken door de hydraulische vloeistof, maar de andere beweging vindt plaats door uitwendige krachten en er zijn dubbelwerkende cilinders die worden ingeschoven en uitgeschoven door de hydraulische vloeistof. Men kan de cilinders indelen in werkdrukranges, bijvoorbeeld 0-60 bar, 0-160 bar, 0-220 bar, 0-360 bar enzovoort. Er zijn gestandaardiseerde cilinders waar koppen, bodems, zuigers etc voor een bepaalde diameter klaar liggen en waar men de buis en de stang nog moet afkorten op de gewenste slaglengte; er zijn echter ook cilinders die geheel opnieuw ontworpen worden. Bij relatief goedkope cilinders ziet men dat de bodem aan het huis gelast is en de kop meestal met een speciale simpele verbinding aan de mantel kan worden bevestigd. Bij iets duurdere cilinders is de kop op de buis geschroefd. Bij de allerduurste cilinders is er aan beide zijden van de cilinderbuis een soort flens gelast, zodat zowel bodem als kop aan de cilinderbuis worden gebout. De zuiger wordt meestal aan de stang geschroefd en dan nog eens geborgd.
Afdichtingen vindt men in de zuiger. Dit kunnen zijn speciale afdichtingen, die voor dit doel zijn ontworpen, of standaard pakketten. Ook tussen cilinderkop en stang vindt men een afdichtingsset.
Belangrijk voor de kwaliteit van de cilinder is ook de bescherming van de zuigerstang. Probleem met de zuigerstang is eventuele corrosie en erosie. Om dit te voorkomen wordt de zuigerstang minimaal voorzien van een chroomlaag. Indien er problemen met corrosie te verwachten zijn, is alleen een chroomlaag niet genoeg en gebruikt men een nikkel laag, gevolgd door een chroomlaag. Om de kwaliteit te verbeteren kan men de laagdiktes vergroten, ook is het mogelijk om een roestvast staal als basismateriaal te nemen.
Omdat vernikkelen en verchromen meestal erg belastend zijn voor het milieu zijn er de laatste 10 jaar ook andere systemen voorgesteld, soms gebaseerd op het opdampen van keramische lagen of het oplassen van inerte materialen.
Hydromotoren worden gebruikt om een roterende aandrijving te verkrijgen. Naar het principe onderscheidt men hier ook weer:
- tandradmotor
- schottenmotor
- axiale plunjermotor
- radiale plunjermotor

Verreweg de meeste hydromotoren hebben een constant slagvolume. Er zijn echter ook verstelbare axiale plunjermotoren, waarbij het slagvolume tot 0 kan worden teruggebracht, waardoor de motoren in theorie een oneindig grote draaisnelheid krijgen. Bij verstelbare radiale plunjermotoren kan men een aantal plunjers uitschakelen, waardoor het slagvolume in stapjes kan worden versteld. Ook geldt hier weer dezelfde indeling als bij de pompen. De tandradmotoren en de schottenmotoren zijn relatief goedkoop en hebben een matige kwaliteit. Axiale plunjermotoren zijn kwalitatief erg goed, maar hebben het nadeel dat de toerentallen meestal te hoog zijn voor het apparaat, dat moet worden aangedreven. Zo zijn er ook radiale plunjermotoren, die een erg groot slagvolume kunnen hebben en zodoende bij een hoog koppel een lagere snelheid kunnen leveren. Er zijn superhoogkoppelmotoren, waar de plunjers per omwenteling meer dan één bewegingen maken en men slagvolumes van zeg 20 liter kan bereiken.

### Kleppen, ventielen en schuiven
Tussen de pompen en de motoren (lineair en roterend) worden stuur- en regelelementen gebruikt om het hydraulisch systeem te regelen. Kleppen noemt men in het algemeen die componenten die in hun oorspronkelijke vorm een klep op een zitting hebben (terugslagkleppen, veiligheidskleppen, reduceerkleppen, balanceerkleppen etc). Richtingschuiven en -ventielen noemt men die componenten die zorgen voor het sturen en regelen van vloeistofstromen. De laatste componenten zijn vaak elektrisch bediend, soms aan/uit, soms regelbaar. "Stroomregelkleppen" zijn wat dat betreft eigenlijk geen kleppen, maar zijn al dan niet drukgecompenseerde smoringen.

### Voordelen
- Hydraulische installaties hebben een hogere energiedichtheid dan elektrische machines, met kleinere machines kan een groter vermogen worden geleverd.
- Grote flexibiliteit in plaatsing van de motoren ten opzichte van de pompen.
- De machine kan eventueel onbelast aanlopen.

### Nadelen
- Vergeleken met een elektrische aandrijving is het rendement slecht.
- Vaak erg doordringend geluid.
- Veel voorkomende lekproblemen.

### Milieu
Veel hydraulische oliën zijn gebaseerd op minerale oliën. Bij lekkage van hydraulische olie kan de bodem verontreinigd worden. Om die reden zijn bio-hydraulische oliën ontwikkeld, gemaakt op basis van plantaardige oliën en vetten.
Verder worden oliën toegepast op basis van synthetische esters. Deze oliën hebben een minerale oorsprong, maar zijn wel biologisch afbreekbaar.

### Toepassingen
Hydraulische systemen worden vooral toegepast daar waar grote krachten nodig zijn, met een relatief lage snelheid.
Voorbeelden van toepassingen van hydraulische systemen zijn:
- Aandrijving van persen.
- Aandrijvingen en regelingen van walsen bij bijvoorbeeld hoogovens.
- Aandrijven van mobiele werktuigen als graafmachines, grijpers, vuilniswagens etc.
- Regelen van diverse systemen, zoals turbineregelingen.
- Aandrijving van gereedschapswerktuigen.
- Aandrijvingen aan boord van bagger- en offshorevaartuigen.
- Hydropneumatische veersystemen.